# Eurypterna cremieri
Eurypterna cremieri là một loài tò vò trong họ Ichneumonidae.